# François IV de Modène
François Joseph Charles Ambroise Stanislas de Habsbourg-Este, né à Milan le 6 octobre 1779 et mort à Modène le 21 janvier 1846, est duc de Modène et Reggio de 1814 à sa mort. Il est également archiduc d'Autriche-Este et prince royal de Hongrie.

## Biographie
Petit-fils de l'empereur François Ier du Saint-Empire et de Marie-Thérèse d'Autriche, reine de Bohême et de Hongrie, François IV de Modène est le fils de l'archiduc Ferdinand d'Autriche-Este, duc titulaire de Modène et gouverneur de Lombardie et de Marie-Béatrice d'Este, fille et héritière du duc Hercule III de Modène et de Marie-Thérèse Cibo de Malaspina, duchesse de Massa et de Carrare.

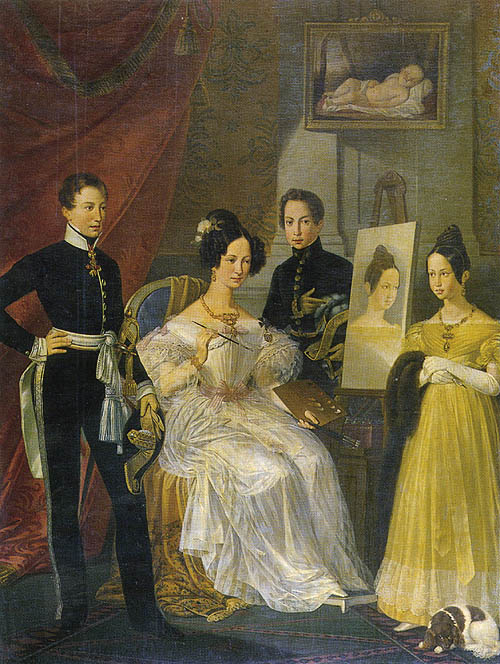
La famille du duc de Modène en 1836.

Il est prénommé François en l'honneur de son  grand-père, duc de Lorraine et de Bar (1729-1737) élu empereur en 1745.
En 1789 sa sœur aînée prénommée Marie-Thérèse comme leur grand-mère, la grande impératrice, épouse Victor Emmanuel Ier de Savoie, alors duc d'Aoste, fils cadet du roi de Sardaigne. Sa sœur Marie Léopoldine est mariée en 1795 à Charles-Théodore duc-électeur de Bavière ; mariage brillant pour une archiduchesse issue d'une branche cadette mais catastrophique d'un point de vue humain.  
En 1796, sa famille est chassée par les troupes révolutionnaires françaises et se réfugie à Vienne. 
Son père meurt en 1806 et en 1808 sa sœur cadette Marie-Louise épousa l'empereur François Ier d'Autriche. Elle est l'âme de la résistance à la France impériale.
François d'Autriche-Este est nommé gouverneur de la Galicie en 1809. 
Épris de l'archiduchesse Marie-Louise, fille aînée de l'empereur, il doit renoncer à la jeune fille quand celle-ci doit, contre son gré, épouser l'empereur des Français Napoléon Ier.  
En 1812, il épouse avec dispense sa nièce Marie-Béatrice de Savoie. 
La jeune femme n'accepte de consommer son mariage que plusieurs années après la célébration des noces. Le couple a quatre enfants :
- Marie-Thérèse (1817-1886), épouse en 1846 Henri d'Artois (1820-1883), « comte de Chambord », prétendant légitimiste au trône de France ;
- François V (1819-1875), épouse en 1842 Aldegonde de Bavière (1823-1914) et est le dernier duc de Modène ;
- Ferdinand Charles (1821-1849), épouse en 1847 Élisabeth de Habsbourg-Hongrie (1831-1903) ; ils ont une fille : Marie-Thérèse (1849-1919), qui est la dernière reine consort de Bavière ;
- Marie-Béatrice (1824-1906), épouse en 1847 Jean de Bourbon (1822-1887), « comte de Montizón », prétendant carliste au trône d'Espagne à la mort de son frère (1861) et prétendant légitimiste au trône de France à la mort du « comte de Chambord » (1883).

## Règne

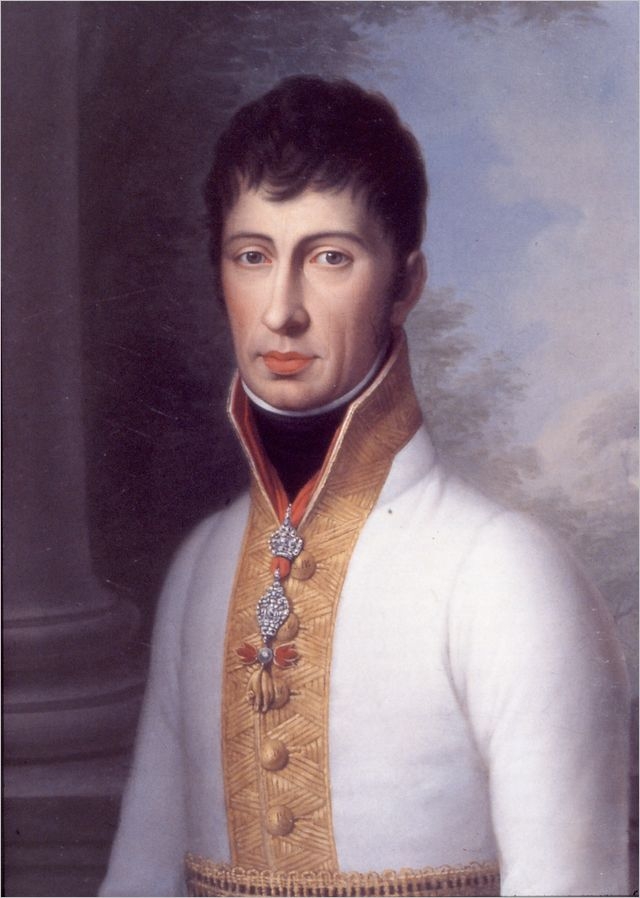
François IV (vers 1815).

En 1814, le Congrès de Vienne permet à l'archiduc François de récupérer les duchés patrimoniaux de Modène et Reggio et de Massa-Carrare qu'il tenait de sa grand-mère maternelle. Il y pratique une politique très réactionnaire, mais développe l'agriculture. 
Prenant en compte les aspirations des Carbonari et celles des patriotes italiens, il tente malgré tout de se créer un royaume d'Italie du nord, soit aux dépens de l'Autriche, soit en succédant à son beau-père et beau-frère en devenant roi du Piémont et soutient les menées de Ciro Menotti.
Cependant quand en 1831 éclate la révolution, il mène une politique répressive qui l'oblige à fuir son pays. 
Chassé de son duché par les révolutionnaires, il revient rapidement sous protection autrichienne et laisse les armées autrichiennes mener une féroce répression dont Ciro Menotti est l'une des premières victimes. 
Il est le seul souverain européen à ne pas reconnaître la monarchie de Juillet ce qui lui permet de marier sa fille aînée au prétendant légitimiste Français.
Il a peut-être servi de modèle à Stendhal dans La Chartreuse de Parme pour le prince Ranuce-Ernest IV de Parme.